# Перетягивание каната на летних Олимпийских играх 1920
В соревнованиях по перетягиванию каната на летних Олимпийских играх 1920 года приняли участие команды из пяти стран.

## Медалисты
|         | Золото | Серебро | Бронза |
| Мужчины | Великобритания - Джордж Каннинг - Фредерик Хемфрис - Фредерик Холмс - Эдвин Миллс - Джон Сьюэлл - Джон Шеферд - Гарри Стифф - Эрнест Торн | Нидерланды - Вильгельмус Беккерс - Йоханнес Хенгевельд - Сийтсе Янсма - Хенк Янсен - Антониус ван Лоон - Виллем ван Лоон - Маринус ван Рекум - Виллем ван Рекум | Бельгия - Эдуард Бургиньон - Альфон Дюкатильон - Реми Мартенс - Кристин Пик - Анри Пинтенс - Шарль ван ден Брок - Франсуа ван Хоренбек - Гюстав Вюйтс |